# سيدهارث روي كابور
سيدهارث روي كابور (ولد في 2 أغسطس 1974)، منتج سينمائي هندي بارز ومؤسس شركة روي كابور للأفلام وهو رئيس نقابة منتجي الأفلام والتلفزيون في الهند. وهو أيضا المدير الإداري السابق لشركة والت ديزني في الهند.

## روابط خارجية
- سيدهارث روي ساعد على موقع IMDb (الإنجليزية)
- سيدهارث روي ساعد على موقع قاعدة بيانات الفيلم (الإنجليزية)